# История Басры
Ба́сра — город на юго-востоке Ирака, история которого насчитывает более 1500 лет. Басра является частью исторической местности Шумер, считается родиной Синдбада-морехода и одним из предполагаемых мест расположения библейского Эдемского сада.

## Древние времена

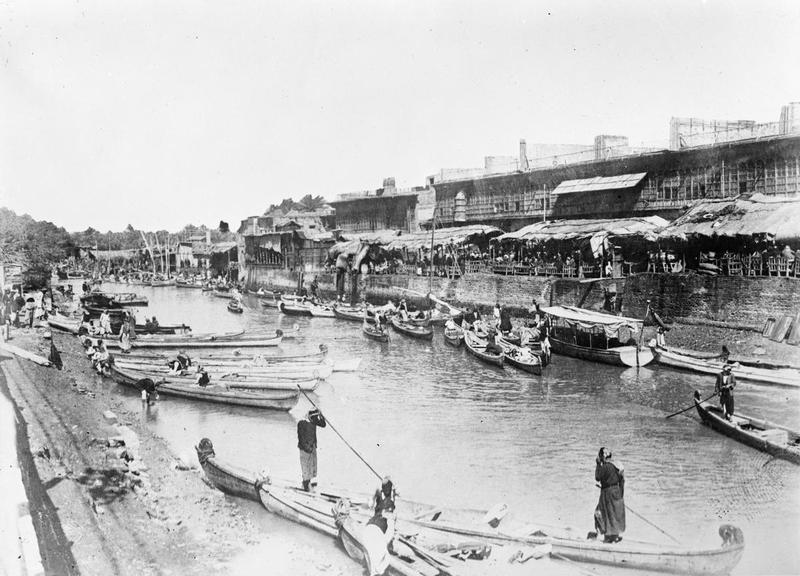
Ручей Асхар и базар, ок. 1915

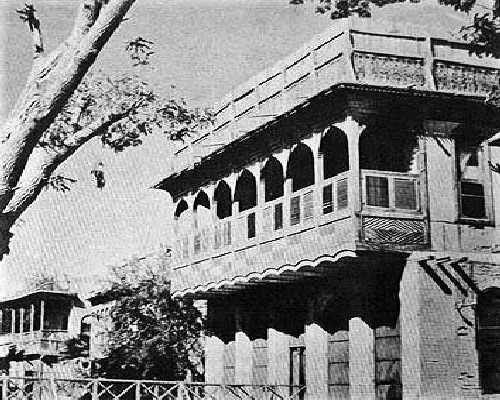
Машрабия в старой части Басры, 1954

Басра была основана в 636 или 637 годах праведным халифом Умаром как опорный пункт арабов в завоёванной ими Месопотамии, в 15 километрах к юго-западу от нынешнего расположения города (нынешний город возник лишь в XVII веке, после упадка Старой Басры). Считается, что во время войн с Сасанидами мусульманский командир Утба ибн Газван обустроил военный лагерь на месте старой персидской деревни под названием Vaheštābād Ardašīr, которая была разрушена арабами. В 639 году халиф Умар объявил этот лагерь городом из пяти районов и назначил Абу Мусу аль-Ашари его первым губернатором. Абу Муса провёл завоевание Хузестана в 639—642 годах. В 650 году праведный халиф Усман реорганизовал границу с персами, поставив губернатором Басры Абдаллу ибн Амира и вверив ему командование всем южным крылом арабских войск. Ибн Амир вёл свои войска в решающих битвах против последнего сасанидского шахиншаха Йездигерда III.
В 656 году халиф Усман был убит, а Али был избран халифом. В августе 656 года в ходе гражданской войны мекканцы, выступившие против Али, подняли жителей Басры на восстание. В декабре у стен города произошло сражение, закончившееся победой Али. Суфьянидские халифы Омейядов владели Басрой до смерти халифа Язида I в 683 году. Первым суфьянидским губернатора города был Абдалла, известный военачальник, но плохой администратор. В 664 году Муавия I заменил его Зиядом ибн Абу-Суфьяном, который стал печально известен драконовскими правилами общественного порядка. После смерти Зияда в 673 году губернатором стал его сын Убайдулла ибн Зияд. В 680 году Язид I приказал Убайдулле поддерживать порядок в Куфе, где росла популярность его соперника Хусейна ибн Али. Убайдулла установил контроль над Куфой, а Хусейн послал своего двоюродного брата Муслима в качестве посла к жителям города, но Убайдулла приказал его казнить, опасаясь восстания. Убайдулла сформировал армию и сразился с армией Хусейна в месте под названием Кербела близ Куфы. Хусейн и его последователи были убиты, а их головы отправлены к Язиду в качестве доказательства победы.
После смерти Язида Басра перешла в руки антихалифа Абдаллы ибн аз-Зубайра. Его наместник Ибн аль-Харис провёл год во главе Басры, пытаясь подавить восстание хариджитов Нафи ибн аль-Азрака в Хузестане. В 686 году Аль-Мухтар ас-Сакафи поднял восстание в Куфе и разбил войска Убайдуллы ибн Зияда около Мосула. В 687 году Аль-Мухтар был разгромлен армией ибн аз-Зубайра с помощью куфанцев, изгнавших его из города.
Халиф Абд аль-Малик ибн Марван отвоевал Басру в 691 году, и горожане остались верны губернатору аль-Хаджжаджу во время мятежа Ибн Асхаса в 699-702 годах. Тем не менее, Басра поддержала восстание ибн аль-Язида Мухаллаба против Язида II в 720-х годах. В 740-е Басра перешла под власть Абуль-Аббаса ас-Саффаха, основателя халифата Аббасидов.
В VIII—IX веках Басра стала одним из важнейших культурных и экономических центров Халифата. Уроженцами города были арабский учёный-универсал Ибн аль-Хайсам, писатель и богослов Аль-Джахиз и суфийский мистик Рабиа аль-Адавия. В 869 году разразилось восстание зинджей — чернокожих рабов, — и в 871 году зинджи разграбили Басру. В 923 году карматы, радикальная мусульманская секта, вторглась в город и опустошила его. С 945 до 1055 год Багдадом и большей частью Ирака правила династия Буидов. Абу аль-Касим аль-Баридис, которые контролировал Басру и Васит, был разбит, а его земли в 947 году также перешли под власть Буидов.
В середине 900-х годов буидским губернатором Басры был Санад аль-Даула аль-Хабаши, который построил библиотеку на 15000 книг.

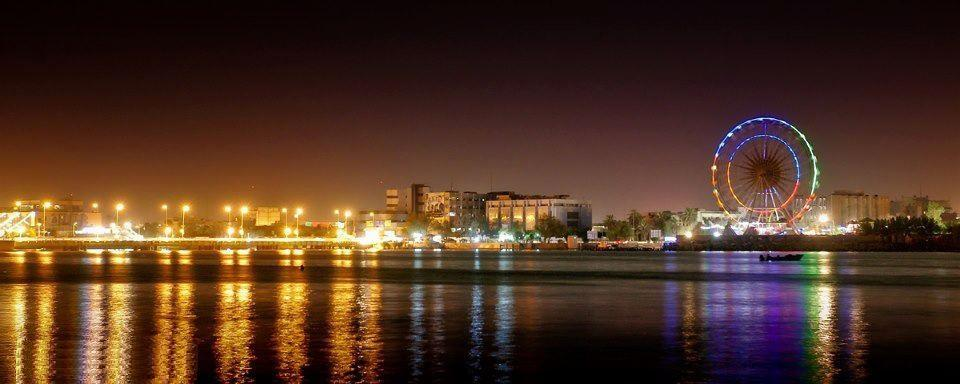
Басра ночью

## Средние века
В 1122 году сельджукский военачальник Имад ад-Дин Занги получил Басру как феодальное владение. В это же время в городе была построена Великая Пятничная мечеть. В 1126 году Зенги подавил восстание горожан.
Основатель секты ассасинов Рашид ад-Дин Синан («старец горы») родился в Басре между 1131 и 1135 годами.
В 1258 году, в ходе ближневосточного похода монголов, монголы Хулагу-хана разграбили Багдад и закончили правление Аббасидов. По некоторым данным, Басра капитулировала перед монголами, чтобы избежать резни.
В 1290 году в порту Басры произошли бои среди генуэзцев, между фракциями гвельфов и гибеллинов. В 1327 году Ибн Баттута посетил Басру, которая находилась в упадке, и был принят ильханидским губернатором города. В 1411 году Джалаиридский правитель города был изгнан племенами Кара-Коюнлу. В 1523 году португальцы под командованием Антониу Тенрейру прибыли в Басру из Алеппо.
В 1534 году, после захвата турками Багдада, бедуинский правитель города Рашид аль-Мугамис сдал его туркам. Басра стала османской провинцией в 1538 году.

## Османская империя

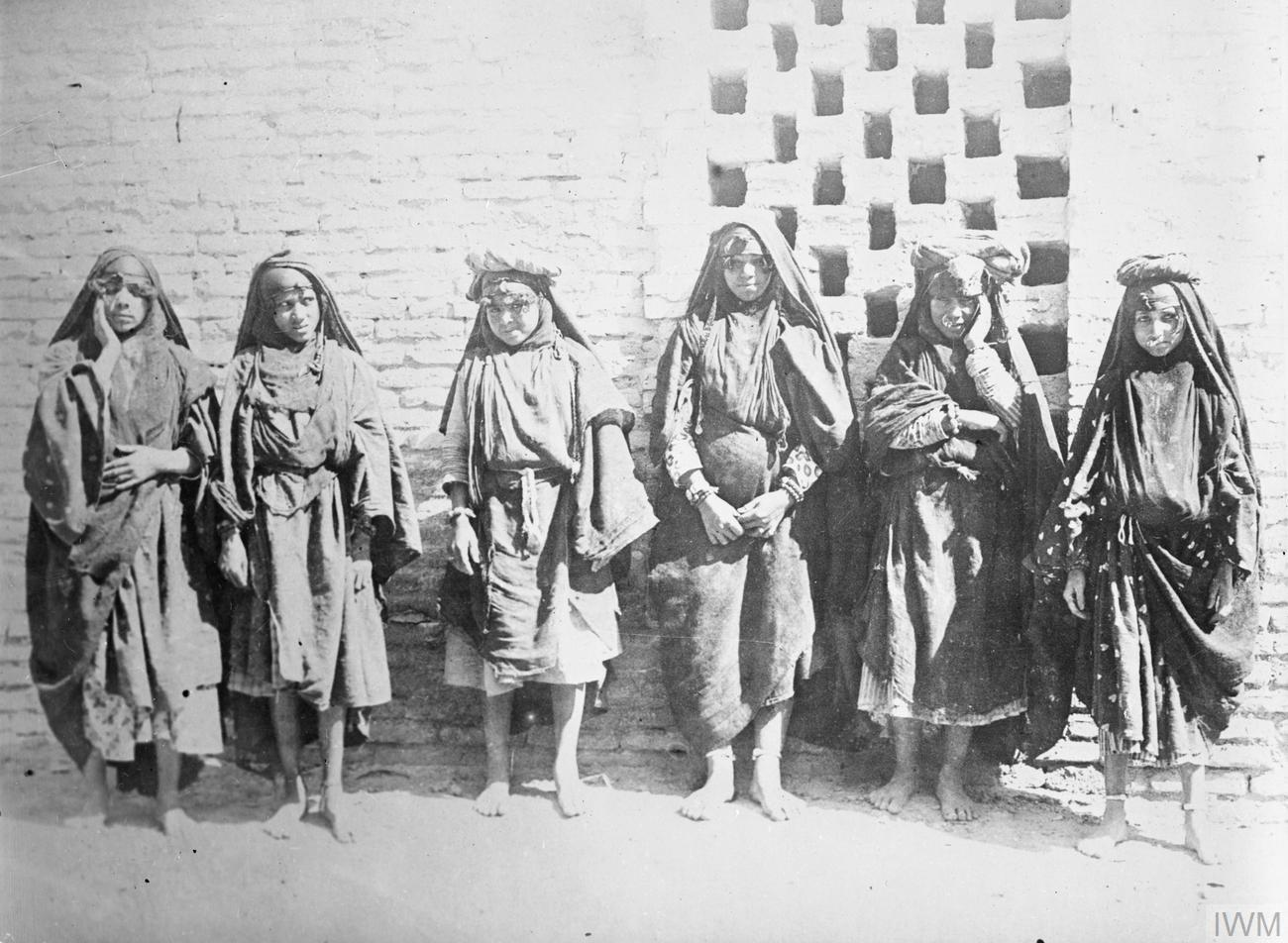
Арабские девушки, ок. 1917

При османах Басра в течение длительного времени процветала как торговый и культурный центр. Когда Мурад IV завоевал Багдад в 1638 году, Басра сделался главным городом большого пашалыка. В 1624 году португальцы помогли паше Басры в отражении персидского вторжения. Взамен португальцы получили таможенные льготы. В конце XVII века персы всё-таки завладели городом, но в 1701 году турки его отвоевали, потом в 1771 году персы опять заняли город, но должны были уступить его в 1778 году туркам, а в 1787 году Басра перешла к арабам и, наконец, снова к туркам. Карим-хан из династии Зендов на короткое время захватил Басру после долгой осады в 1775-1779 годах и внедрил в городе шиитские обряды.
С 1810 года мусульмане неоднократно угрожали городу и блокировали его, но потерпели здесь в 1815 году решительное поражение от египетских войск Ибрагима-паши. В период времени 1832—1840 годов Басра находилась в руках Мухаммеда Али.

## Мировые войны

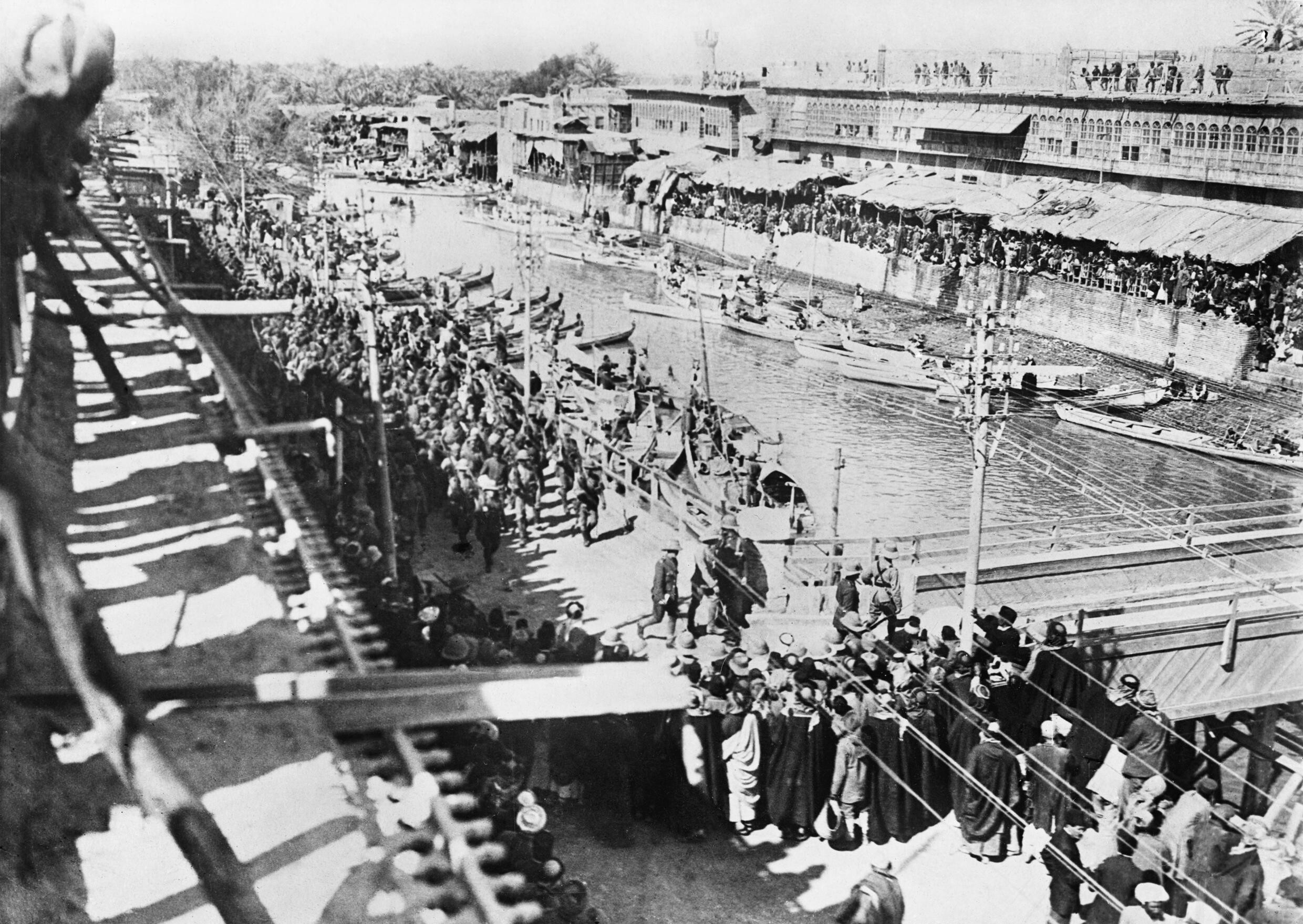
Турецких пленных ведут по берегу ручья Асхар, 1917.

После битвы за Басру (1914) во время Первой мировой войны город вошёл в состав Ирака и был занят британцами, которые модернизировали порт (работы планировал известный инжерер сэр Джордж Бьюкенен). Британские коммерческие интересы сделали порт Басры одним из самых важных портов в Персидском заливе.
Во время Второй мировой войны Басра, наряду с иранским Буширом, была основным портом, по которому в СССР (через территорию Ирана) доставлялись товары по ленд-лизу (в основном военные автомобили своим ходом). После войны население города составляло около 93,000 человек.

## После 1945 года
В 1964 году был основан Университет Басры. К 1977 году население города выросло до 1,5 миллионов человек. В 1980—1987 годах сильно пострадал (особенно порт) от иранских артиллерийских обстрелов в ходе ирано-иракской войны. В этот период из-за оттока населения число жителей города сократилось до 900,000, а к концу 1980-х достигло низшей точки — чуть более 400 тыс. человек.
После войны Саддам Хусейн возвёл в городе, на берегу реки Шатт-аль-Араб, 99 мемориальных статуй иракских генералов и командиров, погибших во время войны, все статуи указывали пальцами в сторону Ирана.
После первой войны в Персидском заливе («Бури в пустыне»), в 1991 году, Басру охватило восстание против Саддама Хусейна, которое было жестоко подавлено.

### 1999: второе восстание
25 января 1999 года ракета, выпущенная с борта американского военного самолёта, попала в гражданский квартал. Одиннадцать человек погибли и пятьдесят девять получили ранения. Генерал Энтони Зинни, тогдашний командующий силами США в Персидском заливе, признал вину, но заявил, что «ракета могла быть блуждающей».
Второе восстание в 1999 году привело к массовым казням в Басре и окрестных деревнях. Впоследствии правительство Ирака преднамеренно отказалось восстанавливать город, переведя многие торговые пункты в Умм-Каср. Эти предполагаемые преступления и нарушения вошли в числе прочих в перечень обвинений в адрес Саддама Хусейна, которые были рассмотрены Специальным трибуналом, создана Временным правительством Ирака после вторжения 2003 года.
Работники нефтяной промышленности Басры были вовлечены в обширный трудовой конфликт. Они провели двухдневную забастовку в августе 2003 года и составили ядро независимого Генерального союза сотрудников нефтяной отрасли (GUOE). Союз провёл однодневную забастовку в июле 2005 года и публично выступил против планов приватизации отрасли.

### 2003: Иракская война и оккупация
В марте-мае 2003 года окраины Басры были ареной тяжёлых боёв в ходе вторжения коалиционных сил в Ирак. Британские войска (7-я бронетанковая бригада) взяли город 6 апреля 2003 года. Сообщения. что во время вторжения британцы снесли 99 мемориальных статуй умерших иракских офицеров, возведённых после окончания Ирано-иракской войны, являются ложными, поскольку эти статуи были на самом деле сняты местными жителями, чтобы сдать их на металлолом.
21 апреля 2004 года город потрясла серия взрывов, унёсших жизни 74 человек. Многонациональная дивизия «Юго-восток» под британским командованием взяла на себя обеспечение безопасности и порядка в мухафазе Басра и прилегающих районах. Политические группы и их идеология, которые имели влияние в Басре, имели тесные связи с политическими партиями в иракском правительстве, несмотря на оппозицию со стороны иракских суннитов и более светских курдов. В январе 2005 года в результате выборов несколько радикальных политиков из Басры при поддержке религиозных партий вошли в парламент страны. 2 августа 2005 года был похищен и убит американский журналист Стивен Винсент, который расследовал факты коррупции и деятельности полиции в городе.
19 сентября 2005 года двое британских солдат, переодетые в арабскую гражданскую одежду, открыли огонь по иракским полицейским, после того как те остановились на контрольно-пропускном пункте. После ареста виновных британские солдаты ворвались в тюрьму, где их содержали, убив несколько человек из числа своих номинальных союзников — Иракских сил безопасности.
Британские войска передали контроль над провинцией Басра иракским властям в 2007 году, четыре с половиной года спустя после вторжения. Опрос местных жителей, проведённый BBC, показал: 86 % опрошенных считали, что присутствие британских войск в провинции с 2003 года имело в большей степени негативный эффект.

### 2008
В марте 2008 года иракская армия начала крупное наступление под кодовым названием Saulat al-Fursan («Атака Белых рыцарей»), направленное на вытеснение из Басры боевиков Армии Махди. Нападение было спланировано генералом Моханом Фурайджи и утверждено премьер-министром Нури аль-Малики.
В апреле 2008 года после провала попыток разоружить боевиков генерал-майор Абдул Джалил Халаф и генерал Мохан Фурайджи оставили свои позиции в Басре.

## 2014
В Басре, в недавно построенном многофункциональном спортивном комплексе Basra Sports City, было запланировано проведение в 2014 году Кубка наций Персидского залива по футболу. Однако турнир был перенесён в Саудовскую Аравию из-за озабоченности по поводу безопасности. Ирак претендовал на турнир и в 2013 году, но он был перенесён в Бахрейн.